# 圳上站
圳上站位于江西省鹰潭市贵溪市耳口乡圳上村，建于1956年。距鹰潭站36公里，距厦门站658公里。现为四等站。客运办理旅客乘降，行李、包裹托运；货运办理整车货物发到。